# Первый дом Норильска
Пе́рвый дом Нори́льска — деревянный бревенчатый дом, в котором была проведена первая зимовка геологической партии Николая Урванцева в 1921 году.

## История создания

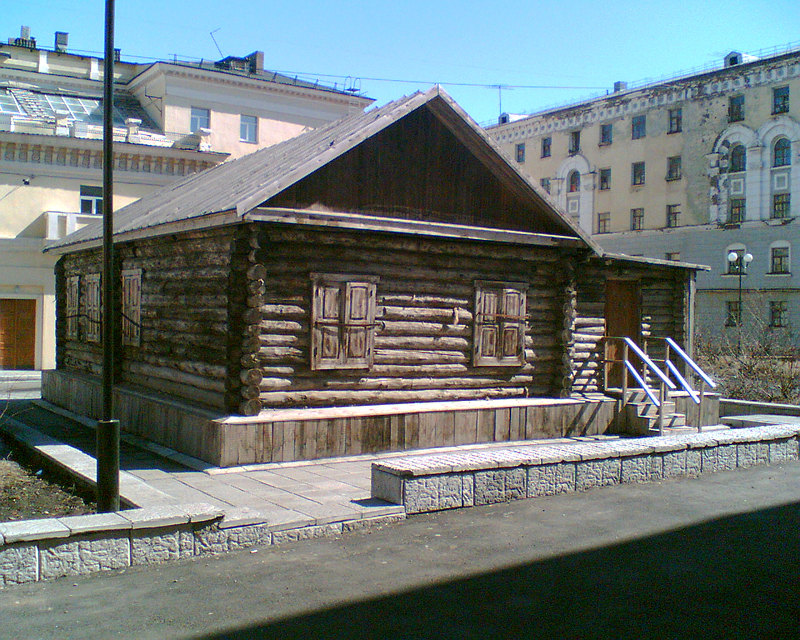
Первый дом Норильска

Летом 1920 года в Норильском районе были обнаружены угольные пласты, а в непосредственной близости от них — выходы сплошных сульфидных руд. Обработка образцов показала, что и уголь и руды, которые оказались медно-никелевыми, отличаются хорошим качеством. Выгодное соседство топлива и руды встречается нечасто, однако опыта организации крупных промышленных предприятий в условиях Крайнего Севера не было ни у России, ни у других стран.
Было принято решение организовать в Норильском районе зимовку, провести горные работы, метеорологические наблюдения, построить жилые дома и заложить на угольные пласты разведочные штольни.
При помощи местных властей зимой 1920—21 годов в долине реки Норильская была заготовлена тысяча брёвен, из которых летом 1921 года был построен первый жилой дом, давший начало Норильску. Также были сооружены общежитие, баня и склад.

## Современное состояние
В настоящее время Первый дом Норильска относится к фондам Музея истории освоения и развития Норильского промышленного района. С «Нулевого пикета» — места первоначальной постройки — дом дважды перевозился и ныне находится в центре Норильска, позади здания Музея. В доме представлена экспозиция быта экспедиции Урванцева, а также подлинные документы тех лет.